# El Clamor
El Clamor es un periódico semanal en español de McAllen, en el sur de Texas (EE. UU.), que se fundó en 1987 por "Valley Multimedia, Corporation" y que está dirigido por Emilio D. Santos.

## Contenido del periódico
Además de noticias locales, nacionales, internacionales y deportivas, tiene secciones de salud, impuestos y una sección especial "El pueblo opina" que son cartas de los lectores al periódico.
En general, el contenido está orientado a la comunidad hispana del sur de Texas.

## Historia
El Clamor se inició como revista bilingüe de circulación nacional en 1987, bajo el nombre de CLAMOR. Una edición circulaba a la venta al público y otra edición especial circulaba inserta en diarios en inglés En San Antonio Texas, uno de los diarios contaba con Vista y otro con Clamor como suplementos para la comunidad hispana. En  1992, "The Hearst Corporation" propietaria del San Antonio Light, compró el diario competidor The Express-News. Después de la compra y fusión de los dos diarios en San Antonio, quedó sólo un diario, el cual continuó insertando Vista, que se consideró más moderado en abordar los temas hispanos que como la hacía Clamor.
Ante esta situación, Clamor cambió de ser revista bilingüe a periódico en español, bajo el nombre de EL CLAMOR, limitando  su circulación al sur de Texas.
Una colomna de Emilio D. Santos que publicó en "Nosotros El Pueblo" fue premiada en 1988-1989 por la National Association of Hispanic  Publications’ EDITORIAL COLUMN AWARD con relación al secuestro asesinato en México del Agente de la DEA  Enrique "Kiki" Camarena ocurrido en 1985. Miguel Ángel Félix-Gallardo fue por fin aprendido en 1989  demostrándose que fue el principal autor del crimen, según había denunciado, la columna premiada: ¿Sabe EU quien es el real jefe de la mafia?
Además de la columna, "Nosotros El Pueblo" fue el primer programa en vivo de debates políticos en español en Texas. El periódico en inglés The Monitor publicó un artículo sobre este programa.
El fundador de El Clamor, el editor, columnista bilingüe y conductor de programas de radio Emilio D. Santos, es profesor de derecho y reside en McAllen Texas. Actuó como Region IV Director (representing Texas) and National Vice-President of the National Association of Hispanic Publications. Actualmente es presidente de la Asociación de Importadores y Exportadores de Texas, y presidente de International Trade & Taxation.